# Ludvík Strimpl
Ludvík Strimpl dit parfois « Louis Strimpl », né le 18 novembre 1880 à Prague et mort dans cette ville le 20 décembre 1937, est un artiste peintre, graphiste et diplomate tchécoslovaque qui fit carrière à Paris.

## Biographie
Ludvík Strimpl est élève de l'Académie des beaux-arts de Prague et reçoit l'enseignement du peintre Vojtěch Hynais. Vers 1902, il entre à l'Académie des beaux-arts de Munich dans l'atelier de Ludwig von Herterich et y reste deux ans. Il part ensuite pour Paris. D'après Milan Rastislav Štefánik, Stimpl fréquente une petite communauté d'artistes originaire de Bohème et installée à Paris : autour du boulevard Saint-Michel, notamment chez Amiot, un restaurant populaire, s'y retrouvaient durant les années 1902-1907, Jan Dědina, František Kupka, Vojtěch Preissig, Rudolf Plaček. La plupart dessinèrent pour les titres lancés par l'éditeur de presse Schwarz, dont L'Assiette au beurre. Strimpl produit également une série de dessins pour le magazine anglais Puck, La Vie heureuse et la Gazette du Bon Ton (1913-1914), illustrant notamment des créations de Redfern. Il expose au salon de la Société nationale des beaux-arts une série de pastels en 1909. Il travaille également pour les éditions Calmann-Lévy comme illustrateur.
Durant la Première Guerre mondiale, toujours sur Paris, il rejoint les Légions tchécoslovaques puis entre en contact avec Tomáš Masaryk qui, réfugié aux États-Unis, s'active pour l'indépendance de la Tchécoslovaquie. Strimpl rejoint alors le Conseil national tchèque formé à Paris le 3 septembre 1918 puis fait partie de la délégation qui se réunit à Genève les 28-31 octobre, réunion durant laquelle est proclamée l'indépendance. Au sein du Conseil, Strimpl est plus spécifiquement chargé du service politique et de la communication. Entre 1922 et 1927, il est ambassadeur de la Tchécoslovaquie à Bruxelles, avec le statut de ministre plénipotentiaire, revenant ensuite à Prague où il occupe le poste de chef du protocole au sein du ministère des Affaires étrangères.

## Ouvrages illustrés

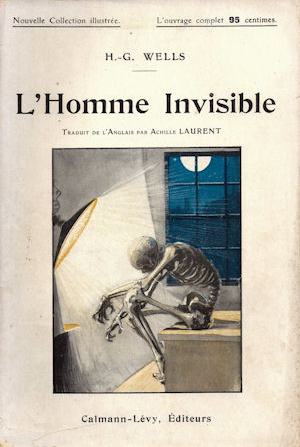
L'Homme invisible, édition illustrée de 1912.

- Pierre Valdagne, Les bons ménages, coll. Les inédits de Modern-Bibliothèque, Paris, Arthème Fayard, 1910.
- « Nouvelle Collection illustrée Calmann-Lévy » :
  - Tristan Bernard, Amants et voleurs, [1910].
  - Jean Richepin, Miarka, la fille à l'ourse, [1910].
  - Rudyard Kipling, La Lumière qui s'éteint,  [1911].
  - H. G. Wells, L'Homme invisible, 1912.
  - Gyp, Joies d'amour, 1912.
  - Alphonse Karr, Sous les tilleuls, [1912].
  - Gabriele d'Annunzio, Episcopo et Cie, 1913.
  - Octave Feuillet, La Morte, [1914].
  - André Theuriet, Chanteraine, Paris, Calmann-Lévy, [1914].
  - Gyp, Le Cœur d'Ariane, Paris, Calmann-Lévy, [1915].

## Expositions
- « La Bohème à Paris » : centenaire de L'Assiette au beurre, Centre tchèque de Paris, Institut français de Prague et le musée d’Art Moderne de la ville de Vysoke Myto, 8 au 30 novembre 2001.